# Mercedes-AMG
Mercedes-AMG of AMG is een Duits bedrijf dat zich richt op het optimaliseren van de prestaties van Mercedes-Benz-voertuigen met name ten behoeve van de autosport. Het werd in 1967 opgericht door Hans Werner Aufrecht (A) en Eberhard Melcher (M), terwijl Aufrecht's geboorteplaats Großaspach (G) de derde letter leverde in de bedrijfsnaam. Aanvankelijk startte dit bedrijf in een oude molen in Burgstall (in de buurt van Affalterbach), later verhuisde het naar Affalterbach, waar het bedrijf naar uiteindelijk vier fabrieken uitbreidde.
Het eerste succes kwam in 1971, met een klasse-overwinning in de 24 uur van Spa-Francorchamps. Naast races ging AMG zich toeleggen op het tunen van auto's. Op dit gebied werd het bedrijf vooral bekend en dat kwam tot uiting toen in 1993 AMG en Mercedes-Benz een verbond sloten, waarmee AMG-auto's in Mercedes-Benz-showrooms verkocht werden.
Daarna kwam AMG in een stroomversnelling terecht, temeer daar zijn naam flink groeide door successen in de DTM- en later ITC- en FIA GT-kampioenschappen. In 1999 werd AMG onderdeel van Mercedes-Benz, waarmee beide merken een verbetering in hun verkoop verkregen.

## Modellen

### Huidig

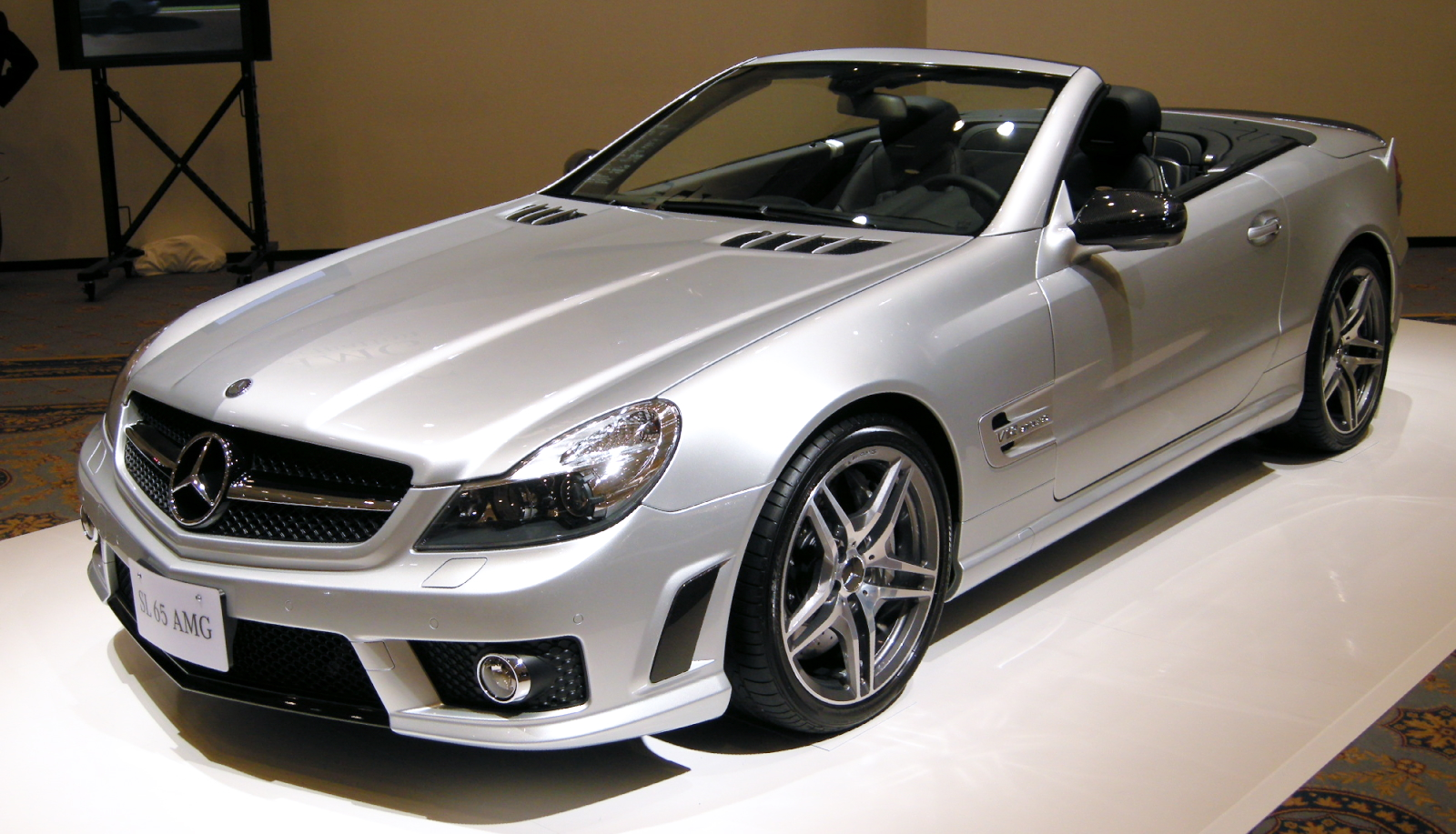
Mercedes-Benz R230 SL65 AMG

Vanaf de jaren 10 gaan benamingen bij AMG wat anders dan voorheen. Voortaan worden er niet meer nieuwe namen gegeven aan elk model gebaseerd op hun cilinderinhoud. Voortaan zijn er verschillende motoren met elk hun eigen benaming, die niet meer (grotendeels) overeen hoeven te komen met de cilinderinhoud. Op het moment zijn er de volgende motoren:

#### 45 AMG
De kleinste motor is de 45. Dit is een 2,0 liter-viercilinderturbomotor. Het is voor het eerst dat AMG een viercilinder levert. De naam is gebaseerd op het feit dat hij geïntroduceerd werd toen AMG 45 jaar oud was. In het begin had het blok 360 pk bij 6000 tpm en 450 Nm bij 2250 tpm. In de nieuwe generatie 45 AMG-modellen levert het blok 381 pk en 475 Nm. In alle gevallen is dit blok gekoppeld aan 4Matic-vierwielaandrijving. Momenteel ligt het in de volgende modellen:
- Mercedes-AMG A 45
- Mercedes-AMG GLA 45
- Mercedes-AMG CLA 45 (Coupé en Shooting Brake)

#### 43 AMG
De volgende stap is het 43-blok. Dit is een 3,0 liter V6 turbo. Hij doet dienst als mildere AMG om onder de 63 AMG dienst te doen en begon zijn levensloop als 450 AMG. Het maximaal vermogen is 367 pk bij 5500 tpm en het maximaal koppel bedraagt 520 Nm bij 2000 tpm. Er zijn ook krachtiger versies met 390 pk en met 401 pk bij 6100 tpm en 520 Nm bij 2500 tpm. Er is vaak 4Matic aanwezig. Het gaat over de volgende modellen:
- Mercedes-AMG C 43 (Sedan, Estate, Coupé en Cabriolet)
- Mercedes-AMG GLC 43 (SUV en Coupé)
- Mercedes-AMG SLC 43
- Mercedes-AMG E 43 (Sedan en Estate)
- Mercedes-AMG GLE 43 (SUV en Coupé)

#### 53 AMG
De nieuwste toevoeging is het 53-blok. Dit is ook een 3,0 liter-zescilinder, maar toch zijn er grote verschillen met het 43-blok. Het is een turbolijnblok en krijgt bovendien hulp van een zogenaamde EQ-boost, wat het het eerste geëlektrificeerde AMG-blok maakt. Dit is feitelijk een mildhybride systeem waarbij een 48v-systeem een elektrische compressor aanstuurt. Hierdoor kan een kortstondige boost van 22 pk en 250 Nm gerealiseerd worden. Zonder die boost levert het blok 435 pk en 520 Nm. Ook dit blok is altijd aan 4Matic gekoppeld. Op het moment is deze aandrijving in de volgende modellen te vinden:
- Mercedes-AMG CLS 53
- Mercedes-AMG E 53 (Coupé en Cabriolet)
- Mercedes-AMG GT 4-Door Coupé 53

#### 63 AMG
Dit is de belangrijkste motor van AMG. Het betreft een 4,0 liter biturbo V8. Er zijn verschillende uitvoeringen van, variërend van 476 tot 640 pk en van 600 tot 900 Nm. In sommige gevallen worden alleen de achterwielen aangedreven, vaak alle vier. De huidige modellen die gebruik maken van dit blok zijn:
- Mercedes-AMG C 63 (Sedan, Estate, Coupé en Cabriolet)
- Mercedes-AMG C 63 S (Sedan, Estate, Coupé en Cabriolet)
- Mercedes-AMG GLC 63 (SUV en Coupé)
- Mercedes-AMG GLC 63 S (SUV en Coupé)
- Mercedes-AMG E 63 (Sedan, Estate)
- Mercedes-AMG E 63 S (Sedan, Estate)
- Mercedes-AMG G 63
- Mercedes-AMG S 63
- Mercedes-AMG GT (Coupé en Roadster)
- Mercedes-AMG GT S (Coupé)
- Mercedes-AMG GT C (Coupé en Roadster)
- Mercedes-AMG GT R (Coupé)
- Mercedes-AMG 4-Door Coupé 63
- Mercedes-AMG 4-Door Coupé 63 S

Echter wordt deze benaming ook nog gebruikt voor de bekende 5,5 liter twinturbo V8. Deze is bezig uitgefaseerd te worden, maar zit nog in enkele modellen:
- Mercedes-AMG GLE 63 S (SUV en Coupé)
- Mercedes-AMG GLS 63
- Mercedes-AMG SL 63

#### 65 AMG
Tot slot is er de 65 AMG. Dit is de oudste motor die nog gebruikt wordt. Het betreft een 6,0 liter biturbo V12. Aangezien het blok al jaren geen vermogensupgrade heeft gehad, is het intussen ingehaald door de 63 qua vermogen. Het levert 630 pk en 1000 Nm koppel. Hiermee is het wel het blok met het meeste koppel van alle Mercedessen. Deze auto's zijn opvallend genoeg nooit uitgerust met 4Matic, behalve bij de G-klasse. Het doet dienst in de volgende modellen:
- Mercedes-AMG S 65
- Mercedes-AMG SL 65
- Mercedes-AMG G 65

### Vroeger
- Mercedes-Benz C 55 AMG
- Mercedes-Benz C 30 CDI AMG
- Mercedes-Benz C 32 AMG
- Mercedes-Benz C 43 AMG
- Mercedes-Benz C 36 AMG
- Mercedes-Benz C 63 AMG Coupe Black Series
- Mercedes-Benz CL 55 AMG
- Mercedes-Benz CL 63 AMG
- Mercedes-Benz CL 65 AMG
- Mercedes-Benz CLK 55 AMG
- Mercedes-Benz CLK 63 AMG
- Mercedes-Benz CLK 63 AMG Black Series
- Mercedes-Benz CLK DTM AMG
- Mercedes-Benz CLS 55 AMG
- Mercedes-Benz E60 AMG
- Mercedes-Benz E 55 AMG
- Mercedes-Benz E 50 AMG
- Mercedes-Benz G 36 AMG
- Mercedes-Benz G 55 AMG
- Mercedes-Benz G 63 AMG 6x6
- Mercedes-Benz ML 55 AMG
- Mercedes-Benz R 63 AMG
- Mercedes-Benz S 55 AMG
- Mercedes-Benz S 60 AMG
- Mercedes-Benz SL 55 AMG
- Mercedes-Benz SL 65 AMG Coupe Black Series
- Mercedes-Benz SL 70 AMG
- Mercedes-Benz SL 73 AMG
- Mercedes-Benz SLK 32 AMG
- Mercedes-Benz SLK 55 AMG
- Mercedes-Benz SLK 55 AMG Black Series
- Mercedes-Benz SLS AMG Coupe
- Mercedes-Benz SLS AMG Roadster
- Mercedes-Benz SLS AMG Black Series